# روتوجا بسالي
روتوجا بسالي مواليد 27 مارس 1996 في الهند، هي لاعبة كرة مضرب هندية وتحتل حالياً المرتبة رقم. 997 (13 أبريل 2015) في تصنيف رابطة محترفات كرة المضرب. أعلى تصنيف لها في الفردي كان المركز الـ 527 في سنة 2012. أعلى تصنيف لها في الزوجي كان المركز الـ 618 في سنة 2015.

## النهائيات

### الزوجي: 4 (3–1)
| الحصيلة | الرقم | التاريخ       | الدورة              | الأرضية | الشريك         | المنافس في النهائي                         | النتيجة في النهائي |
| ------- | ----- | ------------- | ------------------- | ------- | -------------- | ------------------------------------------ | ------------------ |
| الوصافة | 1.    | 2 ديسمبر 2012 | كلكتا، الهند        | صلبة    | ريشيكا سانكارا | ارانتشا أندرادي كيرا شروف                  | 4–6 4–6            |
| الفوز   | 1.    | 21 يوليو 2013 | بلد الوليد، إسبانيا | صلبة    | كاميلا روساتلو | لوسيا سيرفيرا فاسكويز كارولينا براتس ميلان | 6–4 6–0            |
| الفوز   | 2.    | 27 يوليو 2014 | نيودلهي، الهند      | صلبة    | كيم دابين      | نيدهي سييلامالا هان سونغ هي                | 6–2, 7–6(7–2)      |
| الفوز   | 3.    | 2 أغسطس 2014  | نيودلهي، الهند      | صلبة    | كيم دابين      | سهارمادا بالا وانج إكسيياو                 | 6–3, 6–4           |

## روابط خارجية
- روتوجا بسالي على موقع رابطة محترفات التنس (الإنجليزية)
- روتوجا بسالي على موقع الاتحاد الدولي لكرة المضرب (الإنجليزية)
- روتوجا بسالي على موقع كأس بيلي جين كينغ (الإنجليزية)
- روتوجا بسالي على موقع خلاصة التنس.كوم (الإنجليزية)
- روتوجا بسالي على موقع إي إس بي إن.كوم (الإنجليزية)